# Clamart (métro de Paris)
Pour les articles homonymes, voir Clamart.
Ne doit pas être confondu avec Gare de Clamart.
Clamart, anciennement Fort d'Issy - Vanves - Clamart (FIVC) est une future station de la ligne 15 du métro de Paris. Située à proximité de la gare de Clamart, elle assurera la correspondance entre la ligne 15 et la ligne N du Transilien.

## Caractéristiques
La station devrait ouvrir à l'horizon 2026,,, comme station souterraine de la ligne 15 du Grand Paris Express, et sera en correspondance avec la ligne N du Transilien. La station sera implantée sous les voies du Transilien et le parking de la gare de Clamart,. Ses quais seront à une profondeur de −26 m.
Ses architectes la décrivent « telle une rue traversante entre les villes ».

## Correspondances
Île-de-France Mobilités (IDFM) présente en mai 2022 une solution de prolongement du T10 qui consisterait à partir de la station Jardin parisien à faire passer le tramway en souterrain sur 3,1 km jusqu'à une nouvelle station souterraine à la gare de Clamart, avec deux autres stations intermédiaires à Clamart. L'objectif est une mise en service à l'horizon 2032.

## Construction
La conception de la station a été confiée à la Société SETEC TPI et INGEROP pour l’ingénierie et au cabinet d’architecte Philippe Gazeau. Cette section de la ligne 15 a été déclarée d'utilité publique le 24 décembre 2014. La construction de la station a commencé à l'été 2015 avec les travaux de déviation des réseaux. Ces travaux se sont poursuivis jusqu’à l’été 2016.
Le génie civil de la station a commencé le 4 juin 2016,. Il a été confié à un groupement formé de Bouygues Travaux Publics et Soletanche Bachy.
Ceux-ci ont nécessité la coupure de la circulation de la ligne N du Transilien, en provenance ou en direction de Montparnasse, pendant deux week-ends, en août 2017, pour riper la dalle de couverture de la station sous les voies SNCF,,. En outre, la circulation fut interrompue pour d’autres travaux au printemps et à l’automne 2017.
Le creusement de la boîte de la station, débuté en septembre 2018, se poursuit à l’abri de la dalle de couverture jusqu’au printemps 2019. La réalisation du couloir de correspondance entre la gare de Clamart et la station de la ligne 15, démarrée en janvier 2018, se terminera en avril 2019. Ces travaux sont réalisés par la SNCF et financés par la Société du Grand Paris. En parallèle, le chantier se prépare à l’arrivée du tunnelier Ellen prévue le 28 juillet 2020.
À la mi-octobre 2019, le gros œuvre de la station est achevé. Depuis la fin de ces travaux en 2023, les deux zones sont sous gestion de nouvelles entreprises qui réalisent les aménagements intérieurs (cloisons, maçonneries, réseaux, etc.) et les équipements (armoires électriques, escaliers mécaniques, ascenseurs, automatismes de conduite, etc.).
Le collectif d'artistes danois Superflex fondé en 1993 accompagne le chantier par une série d'éléments poétiques qui animent le quartier de la station et conçoit une œuvre pour la station en collaboration avec l'architecte Philippe Gazeau.
La station comportera également sur ses quais une fresque de Joëlle Jolivet.

## Autres projets

### Ligne 10 du tramway
Il est envisagé d'implanter le terminus du prolongement nord de la ligne 10 du tramway sous la forme d'une station de tramway souterraine profonde au sud de la station. En effet, si une arrière-gare est prévue, celle-ci passerait sous le tunnel de la ligne 15 du métro. La mise en service est prévue en 2032.